# Warner Bros. Games
A Warner Bros. Games (anteriormente conhecida como Warner Bros. Interactive Entertainment) é uma publicadora norte-americana de jogos eletrônicos sediada em Burbank, Califórnia. É uma divisão da Warner Bros. Discovery Global Streaming & Interactive Entertainment e foi fundada em janeiro de 2004 com o objetivo de administrar todo o conteúdo interativo de entretenimento da Warner Bros., seja para computadores, consoles ou dispositivos portáteis. Ela é a empresa-mãe de diversos estúdios, como a NetherRealm Studios e Rocksteady Studios.

## Estúdios
| Nome                   | Localização                               | Fundação | Aquisição |
| ---------------------- | ----------------------------------------- | -------- | --------- |
| Avalanche Software     | Salt Lake City, Utah, Estados Unidos      | 1995     | 2017      |
| Monolith Productions   | Kirkland, Washington, Estados Unidos      | 1994     | 2004      |
| NetherRealm Studios    | Chicago, Illinois, Estados Unidos         | 2010     | 2010      |
| Rocksteady Studios     | Londres, Reino Unido                      | 2004     | 2010      |
| TT Games               | Maidenhead, Berkshire, Reino Unido        | 2005     | 2007      |
| WB Games Boston        | Needham, Massachusetts, Estados Unidos    | 2004     | 2010      |
| WB Games Montréal      | Montreal, Quebec, Canadá                  | 2010     | 2010      |
| WB Games New York      | Troy, Nova Iorque, Estados Unidos         | 2017     | 2017      |
| WB Games San Diego     | San Diego, Califórnia, Estados Unidos     | 2019     | 2019      |
| WB Games San Francisco | São Francisco, Califórnia, Estados Unidos | 2013     | 2013      |